# Uryu Sotokichi

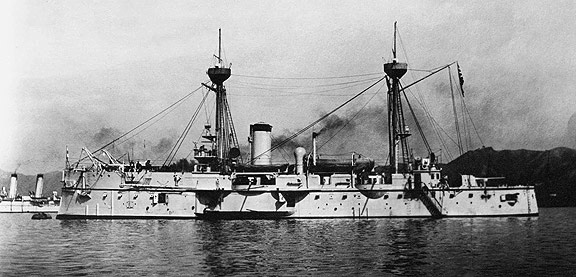
De Fusō

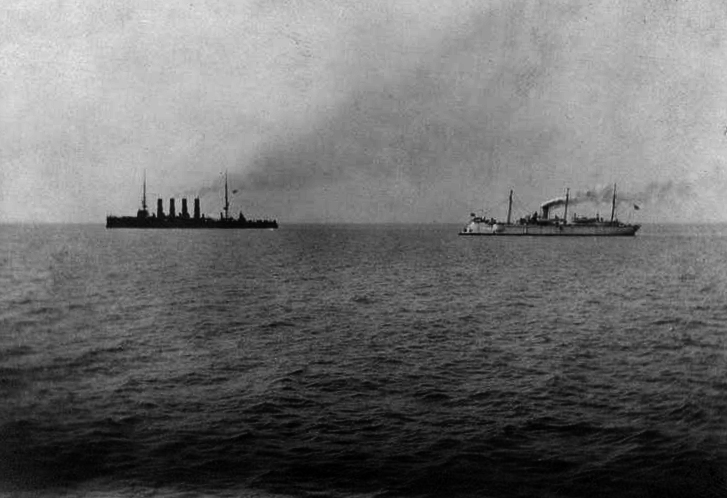
De Varjag en de Korietz te Chemulpo.

In deze Japanse naam is Uryu de geslachtsnaam.
Uryu Sotokichi (Japans: 瓜生 外吉, Uryū Sotokichi) (Kanazawa, 2 januari 1857 – Tokio, 11 november 1937) was een admiraal die vocht in de Russisch-Japanse Oorlog.

## Samoerai in Amerika
Uryu Sotokichi werd geboren in een familie van samoerai. Hij werd een van de eerste cadetten van de Academie van de Keizerlijke Japanse Marine, maar studeerde er niet af. In plaats daarvan werd hij op 9 juni 1875 naar de United States Naval Academy te Annapolis (Maryland) gestuurd. Hij keerde op 2 oktober 1881 terug.

## Schepen en attaché in Frankrijk
Als luitenant diende hij in de jaren 1880 op het korvet Kaimon, het pantserschip Fuso en de kruiser Nisshin. Op 23 juli 1891 kreeg hij het bevel over de kanonneerboot Akagi. Van 5 september 1892 tot 31 augustus 1896 ging hij naar Frankrijk als militair attaché van de marine.

## Chinees-Japanse Oorlog
Bij uitbraak van de Eerste Chinees-Japanse Oorlog voerde Uryu kort het bevel over de kruiser Akitsushima en dan opnieuw over zijn vroegere schip Fuso.

## Gevangenis en carrière
Op 1 februari 1898 werd hij kapitein van de kruiser Matsushima. Vanaf 5 april 1898 zat hij in de gevangenis. Op 16 juni 1898 kwam hij vrij en werd hij kapitein van het slagschip Yashima. Op 21 mei 1900 werd hij schout-bij-nacht en hoofd van de generale staf van de keizerlijke Japanse marine.

## Russisch-Japanse Oorlog
Uryu werd vice-admiraal op 6 juni 1904. In de Russisch-Japanse Oorlog voerde hij het bevel over het tweede eskader in de Slag bij Chemulpo. Uryu blokkeerde de Koreaanse haven Chemulpo, waar de kruiser Varjag en de kanonneerboot Korietz voor anker lagen. Op 9 februari 1904 probeerden die uit te breken, maar Uryu hield ze tegen en ze moesten naar de haven terugkeren en hun eigen schepen doen zinken. In de slag bij Tsushima op 27-28 mei 1905 voerde hij de vierde divisie van het tweede eskader aan.

## Eerbetoon
Hij ontving in 1906 de Orde van de Rijzende Zon en de Orde van de Gouden Wouw. Hij werd op 22 november 1906 bevelhebber van het Marinedistrict Sasebo in de prefectuur Nagasaki. Op 21 september 1907 werd hem de titel van baron danshaku verleend. Hij werd op 1 december 1909 commandant van het Marinedistrict Yokosuka. Op 16 oktober 1912 werd hij admiraal. Hij vertegenwoordigde Japan bij de opening van het Panamakanaal in 1912.